# Tyto furcata tuidara
La lechuza de los campanarios o lechuza común (Tyto furcata tuidara —o Tyto alba tuidara—) es una de las subespecies en que se divide la especie de ave rapaz nocturna Tyto furcata. Habita en bosques, sabanas, estepas, y matorrales en el centro y sur de América del Sur.  

## Taxonomía
Descripción original
Este taxón fue descrito originalmente en el año 1823 por el naturalista inglés John Edward Gray, con el nombre científico de Strix tuidara.
Localidad tipo
La localidad tipo referida es: “Brasil”.
Etimología
Etimológicamente, el término subespecífico tuidara refiere al nombre que se le aplicaría a este búho en idioma guaraní: tuidará en el Brasil del siglo XVII, según refirió el naturalista y astrónomo alemán Georg Marcgraf, aunque el militar, explorador, antropólogo y naturalista español Félix de Azara cree que puede ser una derivación de suindá, verdadero término con el que se lo conocía en el Paraguay colonial.
Discusión taxonómica
Para algunos especialistas representa una subespecie de la especie Tyto alba (es decir, Tyto alba tuidara). Para otros, en cambio, también es una subespecie pero de Tyto furcata (es decir, Tyto furcata tuidara).

## Características
Posee la longitud de la cuerda del ala de entre 290 a 338 mm; el largo del tarso es de 79,5 mm; el largo de la cola 113 a 143 mm. Pesa entre 387 y 560 g.
Las partes ventrales blancas y la parte anterior de su cabeza con característico disco facial en forma de corazón, permiten separarla de otras lechuzas y búhos con los que comparte hábitat y distribución.
Los tarsos y dedos están emplumados, lo que le brinda protección, evitando de este modo sufrir heridas por las presas que captura.

## Distribución y hábitat
Esta subespecie se distribuye en zonas bajas de América del Sur al sur del río Amazonas, al este de los Andes primero y luego desde la costa del Pacífico hasta la del Atlántico, alcanzando por el sur el archipiélago de Tierra del Fuego y las islas Malvinas, comprendiendo el sur del Perú, Bolivia, Paraguay, el centro y sur de Brasil, Uruguay, la Argentina y Chile.
Esta lechuza habita en casi cualquier tipo de hábitat, desde bosque tropical hasta áreas abiertas en sabanas, estepas herbáceas y arbustivas y en agroecosistemas.

## Costumbres
Se alimenta de insectos, anfibios, reptiles, aves y especialmente de roedores, marsupiales didélfidos y otros mamíferos pequeños, a los que captura durante el crepúsculo y en horarios nocturnos.
Para nidificar emplea huecos en grandes árboles, grietas entre paredes rocosas, cuevas y, especialmente, construcciones humanas (galpones, campanarios, casas abandonadas). Allí pone de 4 a 8 huevos blancos.